# Eligos
Eligos (também Abigor ou Eligor), na demonologia, é um Grande Duque do Inferno, que comanda 60 legiões de demônios. 

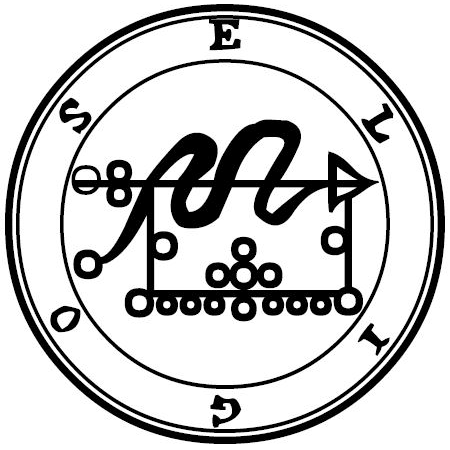
Selo de Eligos.

## Descrição
Ele descobre coisas escondidas e sabe do futuro de guerras e de como deve satisfazer os soldados. Ele também atrai coisas a favor dos senhores, cavaleiros e outras pessoas importantes. Ele é retratado na forma de um excelente cavaleiro transportando uma lança, um estandarte e um cetro (uma serpente para alguns autores, principalmente Aleister Crowley). Alternativamente, ele é retratado como um fantasma ou algo fantasmagórico, por vezes cavalgando num cavalo semi-esquelético (por vezes alado). Ele é um escravo de si mesmo do inferno, e era um dom de Belzebu. Foi criado a partir dos restos de um dos cavalos do Jardim do Éden.